# Póvoa de Agrações
Póvoa de Agrações ist ein Ort und eine ehemalige Gemeinde (Freguesia) im portugiesischen Kreis Chaves. Die Gemeinde hatte 186 Einwohner (Stand 30. Juni 2011).
Am 29. September 2013 wurden die Gemeinden Póvoa de Agrações und Loivos zur neuen Gemeinde União das Freguesias de Loivos e Póvoa de Agrações zusammengeschlossen.